# Centro Asociado de la UNED en Pamplona
El Centro Asociado de la UNED en Pamplona (UNED Pamplona) es un centro de enseñanza universitaria de la Universidad Nacional de Educación a Distancia (UNED) situado en la ciudad española de Pamplona (Navarra). Forma parte del Campus Nordeste de la UNED. Es una de las tres universidades con sede en Pamplona, junto con la Universidad de Navarra y la Universidad Pública de Navarra, y uno de los dos centros asociados de esta comunidad junto al Centro Asociado de la UNED en Tudela.

## Historia
El Centro Asociado de la UNED en Pamplona, entonces llamado inicialmente Centro regional de Navarra, es uno de la primera veintena de centros creados tan sólo un año después del nacimiento de la UNED. El surgimiento del Centro Regional de Navarra fue promovido de forma conjunta por la Diputación Foral y la Universidad de Navarra, que lo solicitaron al Ministerio de Educación y Ciencia. El proyecto se materializó por un convenio entre dichas instituciones y la UNED firmado el 27 de septiembre de 1973, aprobado el 13 de octubre de 1973 (la real orden para su creación fue emitida el 7 de noviembre) y operativamente fue el curso 1973-1974 cuando se inician sus actividades con las titulaciones de Derecho y Filosofía y Letras, con 10 profesores para 326 alumnos. Aunque ya existía en una universidad privada en marcha, esta era la primera oferta universitaria de carácter público.
Su primer director fue el catedrático de Derecho Procesal Eduardo Gutiérrez de Cabiedes, que ocupó el cargo hasta 1981. El centro tiene, desde el 8 de octubre de 2015, a Carmen Jusué Simonena como directora tras la jubilación del anterior director, José Luis Martín Nogales. Jusué ya había sido la responsable al frente de la Secretaría General de la UNED Pamplona, además ejercer como profesora titular.

## Oferta educativa
Actualmente se ofrecen 28 grados universitarios:
Administración y Dirección de Empresas, Antropología Social y Cultural, Ciencias Ambientales, Ciencias Jurídicas de las Administraciones Públicas, Física, Matemáticas, Ciencia Política y de la Administración, Criminología, Química, Derecho, Economía, Educación Social, Estudios Ingleses: Lengua, Literatura y Cultura, Lengua y Literaturas españolas, Filosofía, Geografía e Historia, Historia del Arte, Ingeniería Informática, Ingeniería en Tecnologías de la Información, Ingeniería Mecánica, Ingeniería Electrónica Industrial y Automática, Ingeniería Eléctrica, Ingeniería en Tecnología Industrial, Pedagogía, Psicología, Sociología, Trabajo Social y Turismo.
Cuenta en su oferta, además, 11 grados combinados y 79 másteres, además del Curso de Acceso a la Universidad para mayores de 25 y 45 años.

## Estudiantes
La evolución de matriculaciones comienza la serie en el curso 1973-1974, con 326 alumnos. En la actualidad, en el curso 2020-2021, son 4.261 las matriculaciones, a pesar de la leve tendencia a la baja que está experimentando desde hace tres años.